# Ba Ngôi

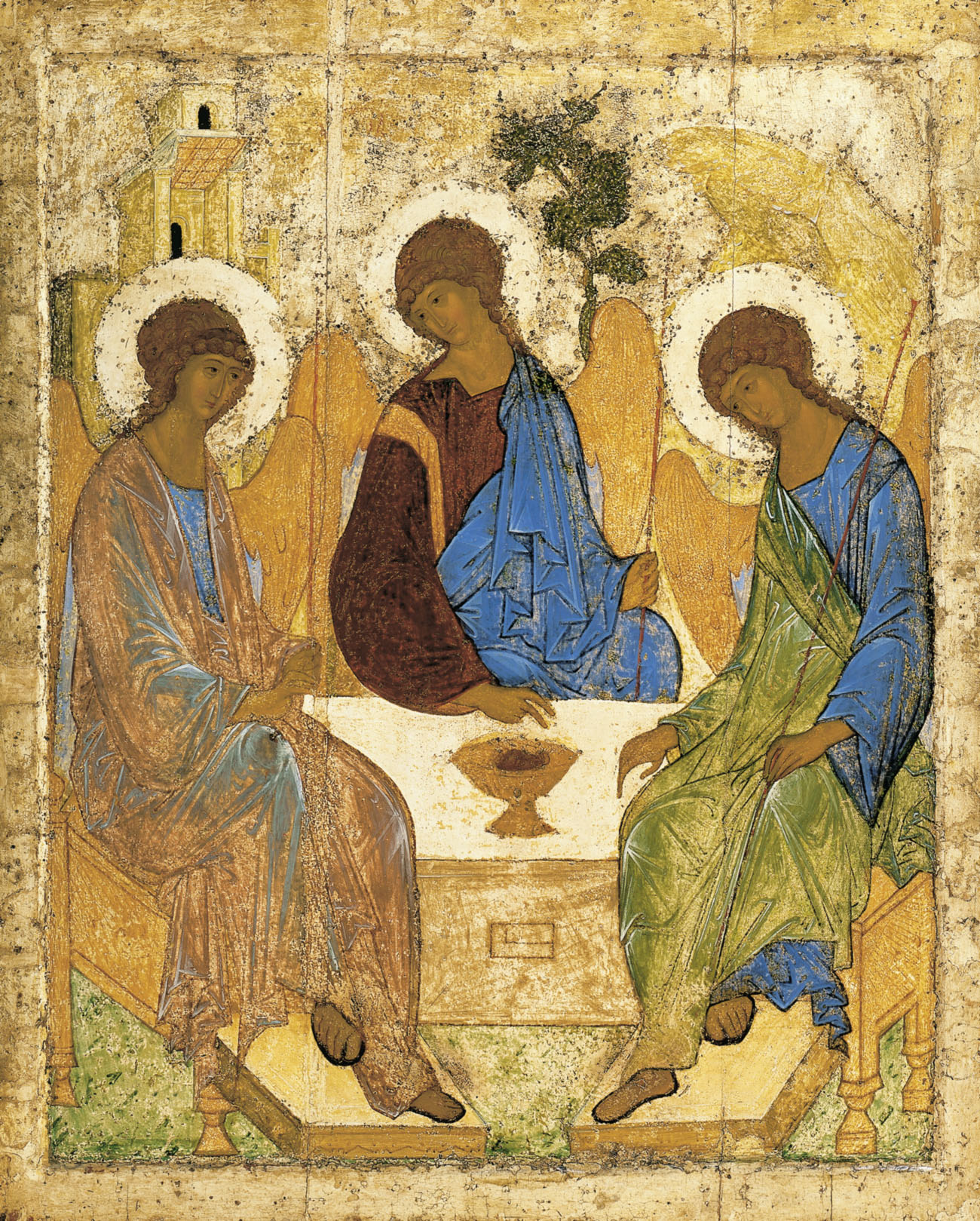
Bức icon Nga minh họa Ba Ngôi theo Cựu Ước của Andrei Rublev, thế kỷ 15.

Ba Ngôi (tiếng Latinh: Trinitas) là Thiên Chúa, theo giáo lý của hầu hết các giáo hội thuộc cộng đồng Kitô giáo, Thiên Chúa là duy nhất, hiện hữu trong ba ngôi vị: Chúa Cha, Chúa Con và Chúa Thánh Thần  (Chúa Thánh Linh).
Về phương diện lịch sử, học thuyết Ba Ngôi đã được khẳng định là giáo lý chính thức của hội thánh bởi các bản tín điều (creed) Nicaea (năm 325), và Athanasius (khoảng năm 500) nhằm chuẩn hoá các xác tín khi những bất đồng về thần học nảy sinh giữa hội thánh. Các bản tín điều này được xác lập bởi hội thánh trong thế kỷ thứ 3 và thứ 4 hầu đối phó với các thuyết dị giáo liên quan đến giáo lý Ba Ngôi cũng như vị trí của Chúa Cơ đốc trong Ba Ngôi. Bản tín điều Nicaea-Constantinopolis (năm 381) được công nhận bởi Chính thống giáo Đông phương, cũng được Giáo hội Công giáo Rôma công nhận với một sửa đổi và hầu hết các giáo phái Kháng Cách chấp nhận bản tín điều này.
Tín điều Nicaea, cấu trúc căn bản của giáo lý Ba Ngôi, dùng từ "homousia" (trong Hi văn nghĩa là có cùng một bản thể) để định nghĩa mối quan hệ giữa các thành viên của Ba Ngôi. Khi đọc lên, hầu như không có sự khác biệt giữa từ này và một từ khác được sử dụng bởi những người chống thuyết Ba Ngôi, từ "homoiousia" (Hi văn: có bản thể tương tự - ngụ ý có ba thần linh riêng biệt). Sự dị biệt tưởng chừng như rất nhỏ này đã góp phần dẫn đến những bất đồng sâu sắc về thần học và những chia cắt không thề hàn gắn trong cộng đồng Cơ Đốc giáo vào thời kì đó.

## Kinh Thánh và truyền thống
Mặc dù thuật từ Ba Ngôi (Hi văn: Τριάς Trias) không được tìm thấy trong Tân Ước, cũng không xuất hiện cho đến khi được sử dụng bởi Tertullian vào đầu thế kỷ thứ ba, những người ủng hộ thuyết Ba Ngôi tin rằng chính Tân Ước chứa đựng những nền tảng mà giáo lý Ba Ngôi được hình thành và các khái niệm của học thuyết đã được đề cập đến cách có hệ thống và xuyên suốt trong Kinh Thánh, trong các tín điều và các nguồn khác từ truyền thống giáo hội sơ khai. Họ chỉ ra ngay từ những trang đầu tiên của Cựu Ước như Sáng thế ký 18.1-16, trong các sách Phúc Âm và trong nhiều thư tín được truyền đọc trong vòng hội thánh tiên khởi.

### Bài học vỡ lòng
Kitô hữu học biết về giáo lý Ba Ngôi khi chịu lễ rửa tội (báp thai). Cũng là bước khởi đầu để thấu hiểu tại sao giáo lý này quan trọng với Kitô hữu, ngay cả khi họ nhận ra rằng học biết về bản thể của Thiên Chúa là vượt quá sự hiểu biết của họ. Bản Tín điều các Sứ đồ, như là bản tóm lược về đức tin Kitô giáo, ngày càng phổ biến hơn. Bản tín điều này là kiểu mẫu cho sự xác tín giáo lý Ba Ngôi giúp người qui đạo xác chứng niềm tin của họ khi thụ lễ báp têm và vào những dịp khác theo lịch phụng vụ của hội thánh. Họ chịu lễ báp têm "nhân danh Chúa Cha, Chúa Con và Chúa Thánh Thần" (Mat. 28.19). Cung cách ban thánh lễ báp têm này đã có từ thời kỳ sơ khai của hội thánh, được chép lại trong tác phẩm Didache được thực hành bởi Ignatius, Tertullian, Hippolytus, Cyprian, và Gregory Thaumaturgus. Như thế, cuộc sống tôn giáo cũng như nhận thức của họ về sự cứu rỗi khởi đầu với lời xác chứng liên quan đến Ba Ngôi.
Theo học thuyết Ba Ngôi, cả ba ngôi vị đều tỏ hiện vào lúc Chúa Giê-xu chịu lễ báp têm, "Vừa khi chịu phép rửa xong, Chúa Giê-su vừa lên khỏi nước, kìa, các tầng trời mở ra, Ngài thấy Thánh Linh của Thiên Chúa ngự xuống như chim bồ câu và đậu trên Ngài; Tức thì, có tiếng từ trời phán rằng, Này là Con yêu dấu của ta, đẹp lòng ta mọi đàng" (Mat. 3.16-17). Đối với những tín hữu tin vào thuyết Ba Ngôi, ba thân vị của Ba Ngôi đã hiển lộ cùng một lúc vào dịp cử hành lễ thanh tẩy (báp têm).

### Đời sống Kitô giáo và Mầu nhiệm Ba Ngôi
Tính duy nhất của bản thể Thiên Chúa cùng tính đa nguyên huyền nhiệm của ba ngôi giải thích bản chất của sự cứu rỗi và bày tỏ sự sống vĩnh cửu. "Ấy là nhờ Chúa Con mà chúng ta được phép đến gần Chúa, trong một Chúa Thánh Linh" (Eph.2.18). Mối tương giao với Cha là mục tiêu của cuộc sống Cơ Đốc, có được qua sự hiệp nhất của Thiên Chúa với bản thể nhân tính trong Chúa Giê-xu Cơ Đốc. Giê-xu là Thiên Chúa nhưng nhận lấy cái chết của một con người để cứu chuộc người có tội, hầu cho tín hữu nhận lãnh sự tha thứ và tình bằng hữu của Thiên Chúa qua sự vận hành của Chúa Thánh Linh, đấng làm Chúa Giê-xu sống lại từ kẻ chết, cũng là đấng thấu hiểu Thiên Chúa (vì Giê-xu là Thiên Chúa), soi dẫn và ban năng lực cho tín hữu để họ có thể thực thi ý chỉ của Thiên Chúa. Như thế, giáo lý này ảnh hưởng đến mọi phương diện trong đức tin và sống đạo của tín hữu Cơ Đốc. Cũng dễ hiểu khi có nhiều người, suốt theo dòng lịch sử Cơ Đốc giáo, đã tranh đấu quyết liệt để bảo vệ nó.

### Một Thiên Chúa
Thiên Chúa là thực thể duy nhất. Cựu Ước xem xác tín này là trọng hơn hết. Đi cùng với nhiều lời cảnh báo, xác tín ấy là sự đòi hỏi tối hậu cho sự tuân giữ giao ước với Thiên Chúa. "Hỡi Israel, hãy lắng nghe, Thiên Chúa của chúng ta là Thiên Chúa duy nhất" (Phục truyền 6.4), "Trước mặt ta ngươi chớ có các thần khác" (Phục truyền 5.7) và "Thiên Chúa, là Vua và Đấng cứu chuộc của Israel, là Chúa toàn năng phán rằng: Ta là đầu tiên và cuối cùng, ngoài ta không có Thiên Chúa nào khác." (Isaiah 44.6). Theo quan điểm của học thuyết Ba Ngôi về Cựu Ước, bất kỳ giáo lý nào không tập chú vào khái niệm Thiên Chúa độc tôn mà khuyến khích thờ phụng các thần linh khác bên cạnh Thiên Chúa, hoặc hình dung Thiên Chúa được tạo dựng chứ không phải là đấng tự hữu hằng hữu thì không thể là con đường dẫn đến sự hiểu biết chân xác về Thiên Chúa. Quan điểm đó cũng được tìm thấy trong Tân Ước "chỉ có một Thiên Chúa, không có thần nào khác" (I Cor.8.4).

### Thiên Chúa hiện hữu trong ba ngôi vị
Thiên Chúa duy nhất hiện hữu trong ba ngôi vị (tiếng Hy Lạp: hypostases). Chúa Cha chỉ có một bản thể thần thượng. Tín hữu Chalcedon, Công giáo, Chính Thống giáo và hầu hết tín hữu Kháng Cách (Protestant) tin rằng Thân vị thứ Hai trong Ba Ngôi - Chúa Con, Giêsu – mang lấy bản tính con người, vì vậy Chúa Giêsu có hai bản tính. Giêsu hoàn toàn là Người mà cũng hoàn toàn là Thiên Chúa.
Ba Ngôi bình đẳng, đồng tồn tại vĩnh cửu, có cùng một bản thể (ousia), quyền năng, hành động và ý chí. Tuy nhiên, như đã xác lập bởi bản tín điều Anathasisus, Thiên Chúa là đấng tự mình mà có, không do ai tạo thành, không có khởi đầu và không có kết thúc, Người là alpha và omega. Chúa Con được sinh ra từ Chúa Cha. Chúa Thánh Linh nhiệm xuất từ Chúa Cha (hay từ Chúa Cha và Chúa Con). Ba Ngôi tuy riêng biệt nhưng cùng một bản thể và một quyền năng như nhau, nên Ba Ngôi chỉ là một Thiên Chúa mà thôi.
Tuy còn nhiều tranh luận nhưng một luận giải được nhiều người yêu thích cho rằng bởi vì Thiên Chúa hiện hữu trong ba thân vị, Chúa luôn luôn yêu thương, và luôn luôn có mối giao hoà trọn vẹn giữa ba ngôi vị. Do đó, Thiên Chúa không cần phải tạo ra con người hầu Chúa có thể có cơ hội trò chuyện hoặc yêu thương. Chúa đã có rồi. Là một thực thể trọn vẹn, Chúa không cần tạo dựng con người để bù đắp sự thiếu thốn hoặc khiếm khuyết của Chúa như nhiều người vẫn nghĩ. Theo như cách diễn giải của thánh Augustine trong De Trinitate, Ba Ngôi Thiên Chúa: Cha, Con và Thánh Linh chính là Người yêu, Người được yêu và Tình Yêu. Thêm vào đó, theo Tiến sĩ Thomas Hopko, nếu Thiên Chúa không phải là Ba Ngôi, Chúa không thể trải nghiệm tình yêu thương trước khi Chúa tạo dựng các thực thể khác (con người) và yêu họ. Sáng thế ký 1.26 chép rằng "Chúng ta hãy tạo nên con người theo hình ảnh chúng ta". Cần nên lưu ý rằng người Do Thái không hiểu từ "chúng ta" ở đây theo nghĩa số nhiều ngụ ý các thân vị trong Ba Ngôi, họ cho đây chỉ là một cách dụng ngữ nhằm bày tỏ sự tôn kính.
Tên của Thiên Chúa được đề cập trong Sáng thế ký trong tiếng Hêbrơ là El hoặc Elohim. Elohim là danh từ số nhiều nhưng có nghĩa số ít khi được dùng để chỉ Thiên Chúa. Tuy nhiên, theo học thuyết Ba Ngôi, Sáng thế ký 1.26 nhấn mạnh tính đa nguyên của Thiên Chúa, trong khi trong câu 27 kế tiếp, tập chú vào tính hiệp nhất của bản thể Thiên Chúa. Vì vậy, theo ngữ nghĩa, từ Elohim biểu lộ bản chất của Ba Ngôi.

### Đồng cư trú

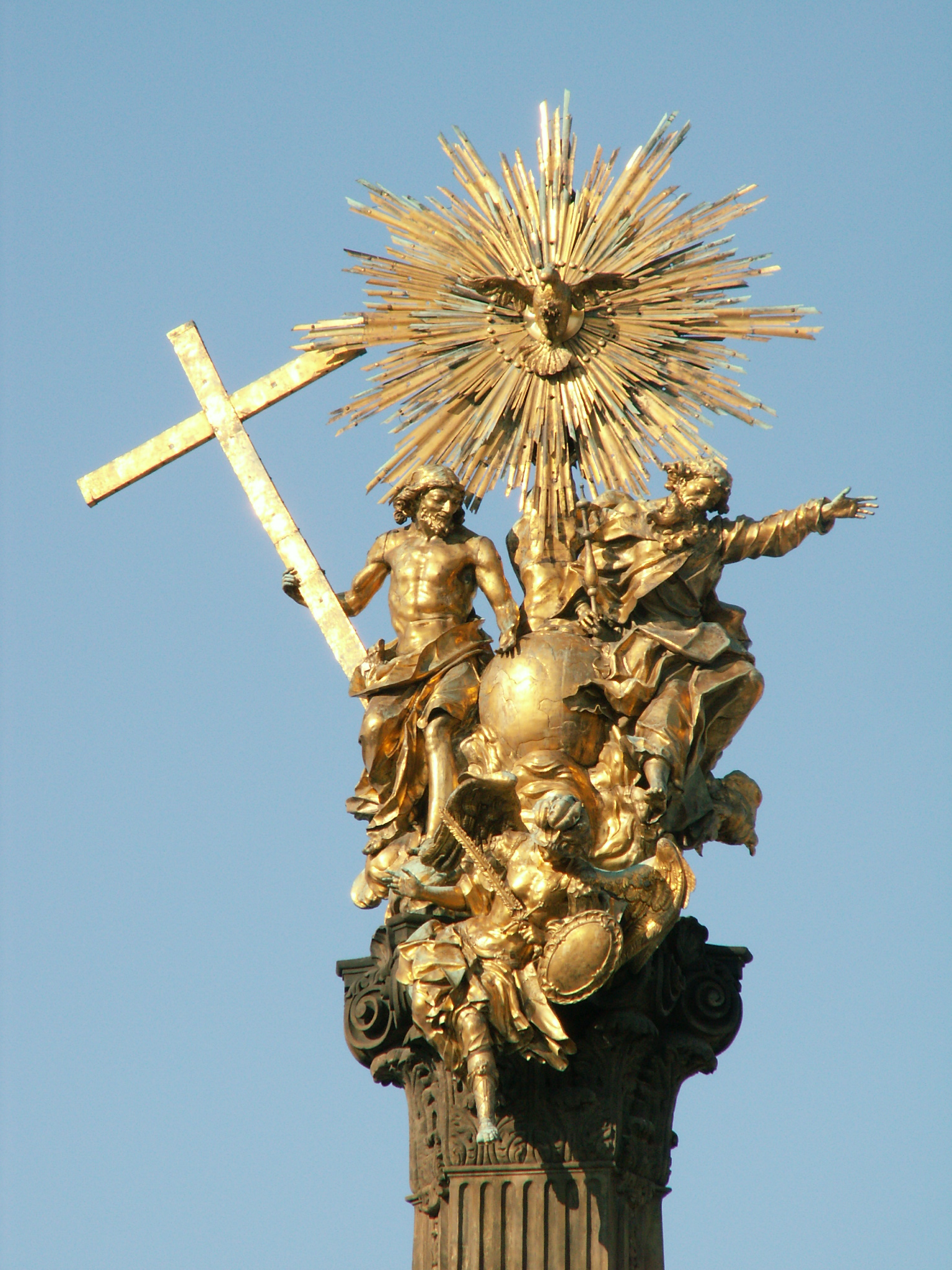
Trụ Ba Ngôi tại Olomouc, Cộng hòa Czech, một tác phẩm điêu khắc minh họa Ba Ngôi.

Một cách luận giải tương đối khó hiểu nhưng hữu dụng nhằm giải thích sự tương quan giữa ba ngôi vị của Thiên Chúa gọi là tính bao hàm hỗ tương (perichoresis). Khái niệm này đặt nền tảng trên Phúc âm John 14.17 khi Chúa Giêxu giải thích cho các môn đồ hiểu tại sao Chúa phải rời xa họ. Giê-xu đi đến cùng Cha vì điều đó ích lợi cho họ, như thế Chúa có thể ở trong họ khi "Đấng An ủi" (Chúa Thánh Linh) được ban cho họ. Chúa Giêxu tỏ cho họ biết Ngài ở trong Cha, Cha ở trong ngài và cả hai đều ngự trong họ. Như thế, theo thuyết bao hàm hỗ tương, ba ngôi vị "chứa đựng lẫn nhau hầu cho mỗi ngôi vị luôn luôn bao hàm và đồng thời luôn luôn được bao hàm".
Tính đồng cư tỏ ra hữu ích khi giúp minh họa khái niệm ba ngôi vị tham gia vào sự cứu chuộc loài người. Ích lợi thứ nhất là giúp loại trừ ý tưởng Thiên Chúa có ba phần. Thuyết Ba Ngôi khẳng định Thiên Chúa là thực thể đơn, không phải là thực thể cộng dồn. Thiên Chúa không bị chia cắt thành ba phần. Lợi ích thứ hai là cách luận giải này tỏ ra phù hợp với học thuyết cho rằng sự hiệp nhất của tín hữu với Chúa Con trong nhân tính của Ngài sẽ giúp họ hiệp nhất trọn vẹn với các thân vị khác trong Ba Ngôi, bởi vì cả ba đồng cư trú trong nhau. Thuyết bao hàm hỗ tương cũng giúp chúng ta hình dung dễ dàng hơn ý nghĩa ẩn chứa trong thuyết Ba Ngôi. Chúa Con, là Ngôi Lời từ thuở ban đầu, trong vĩnh cửu, là chỗ cư trú của Thiên Chúa; Chúa Con là chỗ ở của Cha, do đó Con ở trong Cha và Thánh Linh khi Thánh Linh đến cùng các môn đồ như lời Chúa Giê-xu bảo họ trước đó, "Ta không để các ngươi mồ côi đâu, vì ta sẽ đến cùng các ngươi."
Dù vậy, vẫn có nhiều ý kiến cho rằng vấn đề Chúa Ba Ngôi là một bí mật đối với con người.

### Được sinh ra, không được tạo nên
Luận giải về sự kiện Con được sinh ra chứ không được tạo dựng dựa vào sự khác biệt về bản thể của tạo vật và bản thể của thần linh. Vì Con được sinh ra, không được dựng nên, bản thể của Chúa Con là của Thiên Chúa. Công cuộc sáng tạo hình thành qua ngài, nhưng ngài không dự phần vào cho đến thời điểm ngài trở nên con người.
Các giáo phụ thường dùng phép tương đồng để giải thích ý tưởng này. Thánh Irenaeus, nhà thần học sống vào thế kỷ thứ 2 viết "Cha là Thiên Chúa, Con cũng là Thiên Chúa, vì bất cứ ai sinh ra từ Thiên Chúa là Thiên Chúa".
Thánh Justin tử đạo nói "tương tự như lúc chúng ta quan sát một ngọn lửa, khi khơi thêm một ngọn lửa khác, nó chẳng hề suy giảm nhưng vẫn y như cũ; trong khi ngọn lửa mới tự tồn tại. Cũng vậy, Ngôi Lời là Thiên Chúa được sinh từ Cha là cha của muôn loài".
Tuy nhiên, mọi lời luận giải về Ba Ngôi đều có giới hạn, vì đây là một vấn đề thuộc về lãnh vực thần bí. Sự khác biệt giữa người ủng hộ và chống đối thuyết này là chấp nhận hay bác bỏ sự huyền nhiệm. Người chấp nhận sử dụng đức tin mà tin, người bác bỏ thì không.

## Các bất đồng
Tuy hầu hết tín hữu Cơ đốc tin rằng học thuyết chính thống về Ba Ngôi là tâm điểm của đức tin Cơ Đốc, rằng bác bỏ thuyết này đồng nghĩa với sự bác bỏ toàn bộ đức tin Cơ Đốc, cho đến nay vẫn có vài nhóm khước từ nó. Dù tự nhận mình là người Cơ Đốc, họ khước từ công nhận học thuyết Ba Ngôi trong bất kỳ hình thức nào và cho rằng quan điểm của họ đã có từ rất lâu. Một số giáo phái cổ như Ebionite và thuyết Arius phủ nhận thần tính của Chúa Giêxu trong khi vẫn công nhận Giêsu là Đấng Messiah. Các giáo phái khác như Hội thánh Nhân chứng Jehovah, Christian Science, Nhất vị luận (Unitarianism) và phong trào Ngũ Tuần Nhất vị (Oneness Pentecostalism), dù có quan điểm khác nhau về Thiên Chúa, đều khước từ thuyết Ba Ngôi. Những người này cho rằng trong Kinh Thánh có một số đoạn tỏ ra không thích hợp với giáo lý Ba Ngôi, ví dụ như Giăng 17:3 viết: Vả, sự sống đời đời là nhìn biết Cha, tức là Đức Chúa Trời có một và thật, cùng Jêsus-Christ, là Đấng Cha đã sai đến.